# Lee Ji-hoon
Lee Ji-hoon (ur. 27 marca 1979 r. w Korei Południowej) – koreański piosenkarz muzyki k-pop i aktor. Zadebiutował w 1996 r. piosenką Why the heaven.

## Dyskografia
- Rhythm Paradise
- Love and Forever
- Man
- Eternity Friend
- Special with.. Hyesung (Hye-seong)
- Trinity

## Filmografia
- Hello! Baby aka. Hello! Miss Movies
- Lovely Rivals
- Wet Dreams 2
- Sweet Dreams

Seriale telewizyjne
- Pretty Woman jako Jang Se-woong
- Wonderful Life jako Min Do-yun
- Billie Jean, Look At Me jako Choi Hye-sung
- Hello! Miss jako Hwang Dong-gyu
- New Heart jako Lee Dong-gwon
- You Are My Destiny jako Kim Tae-poong
- 2009: I Cannot Stop jako Noh Soo-ri
- 2010-2011: The King of Legend jako Hae Gun
- 2011: Drama Special "Identical Criminals" jako Han Sang-won
- 2011-2012: My Daughter the Flower jako Eun Chae-wan
- 2012-2013: Glass Mask jako Kim Seon-jae
- 2013: You're the Best, Lee Soon-shin jako Kim Young-hoon
- 2016: Jang Yeong-sil jako Jang Hee-je
- 2016-2017: Oh My Geum-bi jako Cha Chi-soo